# Дялу-Орашулуй
Дялу-Орашулуй (рум. Dealu Orașului) — село у повіті Арджеш в Румунії. Входить до складу комуни Пояна-Лакулуй.
Село розташоване на відстані 115 км на захід від Бухареста, 11 км на південний захід від Пітешть, 91 км на північний схід від Крайови, 115 км на південний захід від Брашова.

## Населення
За даними перепису населення 2002 року у селі проживали 333 особи, усі — румуни. Усі жителі села рідною мовою назвали румунську.